# Bob Riley (politico)
Robert Renfroe Riley, detto Bob (Ashland, 3 ottobre 1944), è un politico statunitense, governatore dell'Alabama dal 2003 al 2011 ed in precedenza membro della Camera dei Rappresentanti per lo stesso stato dal 1997 al 2003. Riley è membro del Partito Repubblicano.